# ۱۶۰۹ (میلادی)
۱۶۰۹ (میلادی) هزار و ششصد  و نهمین سال تقویم میلادی است.

## رویدادها
- زمستان ۱۶۰۹ میلادی - دوره گرسنگی یکی از دوره‌های تاریخی مربوط به اولین گروه‌های مهاجر اروپایی به قاره آمریکا است. این قطحی زمانی پیش‌آمد که بومیان سُرخ‌پوست، ساکنان شهر جیمز فورت را محاصره کردند و ساکنان انگلیسی دژ، برای زنده‌ماندن اول اسب‌هایشان را خوردند و بعد سراغ سگ‌ها، گربه‌ها، موش‌های صحرایی، موش‌های کوچک و مارها رفتند. برخی نیز برای مهارکردن گرسنگی، چرم کفش‌هایشان را خوردند. زمانی که قحطی از چند هفته به چند ماه به درازا کشید و دیگر چیزی برای خوردن و زنده‌ماندن باقی نمانده نبود، عده‌ای شروع به آدم‌خواری کردند.

## زادگان
- ۲۵ نوامبر - هنریتا ماریای فرانسه، شهبانوی انگلستان (م. ۱۶۶۹)
- ۱۰ فوریه – جان ساکلینگ، شاعر بریتانیایی (د. ۱۶۴۲)
- ۲۲ مارس – ژان دوم کازیمیر واسا، کشیش لهستانی (د. ۱۶۷۲)
- ۱۹ اوت – ژان روترو، شاعر فرانسوی (د. ۱۶۵۰)

## درگذشتگان
- ۲۱ ژانویه – ژوزف ژوست اسکالیژر، یکی از بزرگترین پژوهشگران قرن شانزدهم فرانسه خالق گاه‌نگاری نو (ز. ۱۵۴۰)
- ۱۵ ژوئیه – آنیباله کاراچی، نقاش ایتالیایی (ز. ۱۵۶۰)
- ۱۹ اکتبر – جیکوب آرمینیوس، الهی‌دان هلندی (ز. ۱۵۶۰)